# Academy of Science Fiction, Fantasy and Horror Films
Academy of Science Fiction, Fantasy and Horror Films este o organizație americană non-profit înființată în 1972, dedicată progresului science fiction-ului, fanteziei și horror-ului în film, televiziune și home video. Academia are sediul în Los Angeles, California și a fost fondată de Dr. Donald A. Reed.
Academia recompensează anual cu premiile Saturn cele mai bune filme ale genurilor (din denumire). Premiul a fost inițial și încă mai este denumit în mod vag ca Golden Scroll. Academia publică și Saturn Rings (Inelele lui Saturn), organul său oficial de presă. 